# John Bacchus Dykes
John Bacchus Dykes (10 mars 1823 - 22 janvier 1876) est un pasteur et auteur d'hymnes anglais.

## Biographie

### Jeunesse
Il est né à Hull, en Angleterre, cinquième enfant et troisième fils de William Hey Dikes ou Dykes, constructeur naval, et d'Elizabeth, fille de Bacchus Huntington, chirurgien de Sculcoates (en), Yorkshire, et petite-fille du révérend William. Huntington, Vicaire de Kirk Ella. Ses grands-parents paternels sont le révérend Thomas Dykes de Hull et Mary, fille de William Hey. Il est également cousin du révérend George Huntington (prêtre) (en),. Dykes est le frère cadet de la poète et auteure d'hymnes Eliza Sibbald Alderson (en) et écrit des airs pour au moins quatre de ses hymnes.
William Hey Dikes conclut en 1812 un partenariat de construction navale avec William Barnes de Hull, Barnes, Dikes & King. Ils lancent le Ferraby dans leur chantier à Wincolmlee sur la rivière Hull en 1815. Dikes, King & Co. lancent le Zoroastre (navire) (en) à Hull en 1818.
À l'âge de 10 ans, John Bacchus Dikes jouait de l'orgue à l'église St John's de Myton, Hull, où son grand-père paternel (qui construit l'église)  est vicaire et son oncle (également Thomas) est organiste. Il est formé par l'organiste de Hull George Skelton. Il joue également du violon et du piano. Il étudie au Kingston College de Hull.
William Hey Dikes est directeur d'une succursale de la Yorkshire Bank ouverte à Hull en 1834. Il est plus tard banquier à Wakefield, à partir de novembre 1841, à la Wakefield and Barnsley Union Bank, 65 Westgate. La famille s'y installe fin 1841 ; il est mentionné à l'époque que John est organiste dans l'église de son grand-père. John fréquente la West Riding Proprietary School à Wakefield jusqu'en 1843.

### Formation cléricale
Dykes s'inscrit en 1843 (sous le nom de famille Dikes) à Katharine Hall, Cambridge. Il y est le deuxième Dykes Scholar : le deuxième bénéficiaire après son frère aîné, Thomas, d'une dotation créée en 1840 en l'honneur de son grand-père. En tant que matière extrascolaire, il étudie la musique auprès de Thomas Attwood Walmisley, dont il rejoint la société de madrigaux. Il rejoint également la Peterhouse Musical Society (rebaptisée plus tard Cambridge University Musical Society (en)), devenant ainsi son quatrième président, immédiatement après son ami William Thomson. Ses journaux et sa correspondance, le travail de Joseph Thomas Fowler et des articles de presse montrent qu'un certain nombre de ses partitions ont été interprétées par le CUMS. Il obtient son baccalauréat en 1847 en tant que wrangler sous le nom de Dykes et sa maîtrise en 1851.
Dykes est nommé curé de Malton, dans le Yorkshire du Nord, en 1847. Il est ordonné diacre à York Minster en janvier 1848. Il a reçu le Mus. Doc. diplôme de Cambridge en 1849.

## Durham
En 1849, Dykes est nommé chanoine mineur de la cathédrale de Durham (une nomination qu'il occupa jusqu'à sa mort), et peu de temps après au poste de chantre. Entre 1850 et 1852, il vécut à Hollingside House, aujourd'hui résidence officielle du vice-chancelier de l'Université de Durham. En 1862, il abandonne le poste de précentorat (au grand désarroi de Sir Frederick Ouseley)  lors de sa nomination à la résidence de l'église de St Oswald (en) de Durham, située presque à l'ombre de la cathédrale, où il resta jusqu'à sa mort en 1876.

### Vues anglo-catholiques
Dykes est issu d'une famille évangélique,. Il occupe un poste anglo-catholique dans l'Église d'Angleterre au cours de ses années à Cambridge et est finalement devenu un ritualiste. Il sympathise avec le mouvement d'Oxford. Il est membre de la Société de Sainte-Croix.
À cette époque, l’antagonisme entre les ailes évangélique et anglo-catholique de l’Église d’Angleterre est vif. Un cas concerne le révérend John Purchas (en) (1823-1872), basé à Brighton, qui, à la suite d'un jugement du Conseil privé portant son nom, est contraint de renoncer à des pratiques telles que faire face à l'est pendant la célébration de la Sainte Communion, en utilisant pain de gaufrette et porter des vêtements autres que la soutane et le surplis. Alexander Mackonochie, basé à Londres, a vu son style de culte caractérisé par Lord Shaftesbury comme « sous forme extérieure et rituelle… le culte de Jupiter ou de Junon »). Il est poursuivi devant les tribunaux, jusqu'à ce qu'il démissionne de sa vie en 1882.
Le traitement infligé à Dykes par le parti évangélique, qui comprend l'évêque Charles Baring, s'est largement déroulé au niveau local. L'archidiacre Edward Prest (en) tient fermement aux opinions anti-ritualistes. La situation dans le comté de Durham en 1851 est que les congrégations méthodistes wesleyennes sont plus nombreuses que les anglicans. Baring et Dykes sont d’accord sur le fait que la force du non-conformisme se répercutait sur les échecs de l’Église anglicane. Le doyen de Durham, à partir de 1869, William Charles Lake, est en revanche un haut ecclésiastique, et non un opposant au ritualisme, qui exposa son point de vue sur la question dans une lettre au Times en 1880. Il engagea Baring pour la restauration de la cathédrale et réussit peu de temps après la mort de Dykes,.
Dykes souhaite recruter George Peake comme vicaire pour sa paroisse en expansion. Peake est un diplômé d'Oxford, ordonné prêtre en 1872, qui avait été vicaire à Hull puis avait déménagé à Houghton le Spring. Dykes avait une recommandation positive pour Peake de la part du révérend Francis Richard Grey. Grey, recteur de Morpeth, Northumberland, a signé la « Déclaration sur la confession et l'absolution » de 1873, rédigée par Edward Bouverie Pusey,. Baring a refusé d'accorder une licence à Peake : alors que St Oswald est une paroisse qui nécessitait deux vicaires, Baring a demandé l'engagement de ne pas utiliser de pratiques ritualistes.
Dykes a alors demandé à la Cour du Banc de la Reine un bref de mandamus, exigeant que l'évêque le fasse. Il retint à la fois John Coleridge et Archibald John Stephens QC  Stephens avait défendu WJE Bennett en 1872 dans l'affaire doctrinale portée au Conseil privé par Thomas Byard Sheppard,. Mais le juge Sir Colin Blackburn a refusé de s'immiscer dans ce qu'il considérait comme une question relevant de la seule discrétion de l'évêque. En 1874, Dykes publia une lettre ouverte critiquant la campagne de Baring contre les pratiques rituelles.

## Vie et mort ultérieures
L'incapacité de Dykes à changer la position de Baring est suivie d'une détérioration progressive de sa santé physique et mentale. Cela nécessita une absence (qui devait s'avérer permanente) de St Oswald à partir de mars 1875. Le repos et l'air vivifiant de la Suisse se révélant inutiles, Dykes partit se rétablir sur la côte sud de l'Angleterre.
Dykes est admis dans un asile d'aliénés, Ticehurst House dans l'East Sussex, et mourut le 22 janvier 1876, à l'âge de 52 ans . L'affirmation de Fowler  selon laquelle il est mort à St Leonards on Sea, à environ 18 miles de Ticehurst, pourrait bien être correcte puisque Ticehurst House utilisait périodiquement une maison d'hôtes à St Leonards pour les vacances de certains patients. L'opinion de Fowler selon laquelle la mauvaise santé de Dykes est une conséquence du surmenage, exacerbé par son affrontement avec l'évêque Baring, a cependant été récemment remise en question ; un chercheur suggère que les preuves médicales indiquent qu'il a succombé à la syphilis tertiaire et suppose que Dykes aurait pu contracter la maladie au cours de ses années de premier cycle.
Il est enterré dans le cimetière « de débordement » de St Oswald, un terrain dont il avait été responsable de l'acquisition et de la consécration quelques années plus tôt. Il partage une tombe avec sa plus jeune fille, Mabel, décédée à l'âge de 10 ans de la scarlatine en 1870. La tombe de Dykes est aujourd'hui la seule tombe marquée dans ce qui, ces dernières années, est transformé en terrain de jeu pour enfants.

## Œuvres et influence
Dykes est appelé « peut-être le compositeur de la Haute Église le plus important de l'Église victorienne d'Angleterre ». Cette position est en dépit de ses principaux efforts en tant que curé de paroisse dans la tradition tractarienne, plutôt qu'en tant que musicien. Il est surtout connu pour plus de 300 airs d'hymnes qu'il a composés. Parmi ceux-ci, beaucoup lui ont été commandés.
Les dirigeants tractariens des années 1830, influencés par le bréviaire romain et ses hymnes médiévaux en latin, affirmaient que les hymnes sont tout aussi caractéristiques de la tradition catholique que de la tradition évangélique. Jusqu'au milieu du XIXe siècle, les paroles des hymnes et les airs sur lesquels ils sont chantés n'étaient pas nécessairement étroitement identifiés : les paroles pouvaient être tirées d'un livre et l'air d'un autre.

### Compositeur d'airs d'hymnes
Dykes a déclaré qu'il avait composé un certain nombre d'airs spécialement pour être utilisés dans la chapelle Galilée de la cathédrale de Durham ; mais le premier de ses airs à avoir été publié est apparu dans le Manual of Psalm and Hymn Tunes de John Grey (Cleaver : Londres, 1857). C'est un recueil de cantiques à diffusion locale ; le révérend John Gray (1812-1895) est chanoine de la cathédrale de Durham et frère du révérend Francis Richard Grey.
Plus significatif est sa soumission spéculative en 1860 de mélodies au rédacteur musical William Henry Monk d'une nouvelle entreprise, Hymns Ancient and Modern. Ils sont:
- Son premier (sur trois) morceaux intitulés "Dies Irae" (sur les mots Jour de colère O jour de deuil, maintenant presque certainement jamais chanté) ;
- "Hollingside" : Jesu, amant de mon âme de Charles Wesley, et utilisé également pour "Saviour when in dust to Thee" de Robert Grant[51],[52],[53],[54];
- "Horbury" : Plus près, mon Dieu, de toi ;
- « Melita » : Père éternel, fort pour sauver, William Whiting, noté comme utilisé « aux funérailles de dignitaires et à la mise à l'eau des navires » [55] ;
- « Nicée » : Sainte, Sainte, Sainte ! Seigneur Dieu Tout-Puissant écrit par Reginald Heber. L'air est similaire à "Trinity" de John Hopkins, utilisé également en 1850 pour l'hymne de Heber[52],[56];
- "Sainte Croix" (Ô viens pleurer avec moi un moment) ; et
- "St. Cuthbert" (Notre bienheureux Rédempteur, avant qu'il ne respire).

Parmi les autres morceaux qui ont été acclamés, citons :
- "Gerontius" (Louange au plus saint des hauteurs, tiré du poème du cardinal Newman Le Rêve de Gerontius, et chanté lors des funérailles de WE Gladstone[57]) ;
- "Lux Benigna" : composé pour le poème Lead, Kindly Light de John Henry Newman, également connu sous le nom de "St Oswald", il est publié en 1867 dans Psaumes et hymnes pour l'église, l'école et la maison de David Thomas Barry [58],[59] ;
- "Force et séjour" : Ô force et séjour, soutenant toute la création. Il est écrit pour la traduction de Rerum, Deus, tenax vigor, attribué à Ambroise de Milan, par John Ellerton et Fenton JA Hort. L'auteur Dorothy Gurney de l'hymne Ô amour parfait, toutes les pensées humaines transcendantes est inspirée pour l'écrire par l'air de Dykes [60],[61],[62] ;
- "Dominus Regit Me": Le roi de l'amour est mon berger, les mots écrits par son ami Henry Williams Baker[52].
- "Pax Dei": Sauveur encore à ton cher nom que nous élevons de John Ellerton, un air très populaire (après celui d'Edward John Hopkins)[52],[63],[64]. En 1904 , Hymns Ancient & Modern a omis l'harmonie dans les trois premières mesures de « Pax Dei » ; tiré du Sonntagsmorgen de Mendelssohn (Op. 77 n° 1)[65].

- "St Alban", basé sur le mouvement lent de la Symphonie n° 53 de Haydn, est le décor original de Onward, Christian Soldiers de Sabine Baring-Gould[66].

- L'Hymnal publié avec l'autorisation de l'Assemblée générale de l'Église presbytérienne d'Amérique (1895) contenait 43 airs de Dykes[67].

### Autres compositions
De nombreuses harmonisations de morceaux existants ont été réalisées par Dykes. Ils comprennent:
- « Stockton » de Thomas Wright (1763-1829) [68],[69];
- "Wir Pflügen" (Nous labourons les champs et nous nous dispersons) ;
- "Miles Lane" (Tous saluent la puissance du nom de Jésus), de William Shrubsole [70]; et
- "O Quanta Qualia" (Ô, quelle doit être leur joie et leur gloire).

Dykes a écrit deux hymnes majeurs — Ce sont eux qui sont sortis d'une grande tribulation et Le Seigneur est mon berger — de nombreux hymnes et motets à petite échelle ; Services de communion, du matin et du soir ; et un décor des paroles du service funéraire. Ces œuvres sont désormais rarement jouées,. Il a également écrit une seule pièce – Andantino – pour orgue solo.
Dykes a également publié des sermons, des critiques de livres et des articles sur la théologie et la musique d'église, dont beaucoup dans Ecclesiastic and Theologian. Ceux-ci couvrent les thèmes de l'Apocalypse, des Psaumes, de la numérologie biblique et de la fonction de la musique et des rituels dans les services religieux.
En 2017, une plaque commémorative de Dykes est installée dans l'antéchapelle du St Catharine's College de Cambridge, où il avait été étudiant de premier cycle dans les années 1840.

## Vues critiques
Lors de l'édition de The English Hymnal (1906), Ralph Vaughan Williams est impitoyable dans son traitement de Dykes, dont les airs inclus dans l'ouvrage sont au nombre de six, certains très populaires étant consignés dans une annexe.

Plus tard, la musique de Dykes est condamnée pour son prétendu chromatisme excessif (même si environ 92 % de ses airs d'hymnes sont soit entièrement, soit presque entièrement diatoniques)  et pour sa sentimentalité. Erik Routley est désobligeant et Kenneth Long dans The Music of the English Church (1971) a classé Dykes parmi les fournisseurs d'une « lueur de religiosité fallacieuse » avec Joseph Barnby, Henry Gauntlett, John Stainer et Arthur Sullivan. Des vues plus récentes proviennent d'Arthur Hutchings, Nicholas Temperley et Jeremy Dibble, voyant le travail de Dykes à partir de la base de la Nouvelle version des Psaumes de Nahum Tate et Nicholas Brady publiée à la fin du XVIIe siècle, et son mètre de long de quatre carrés. des airs. Hutchings a estimé que la « sentimentalité victorienne » appliquée aux airs de Dykes serait mieux décrite par des adjectifs tels que « lourd », « dramatique » et « vulgaire ». Selon Dibble :
"Un élément caractéristique du style [de Dykes] est son utilisation d'une harmonie diatonique et chromatique imaginative. Dykes est parfaitement conscient du riche réservoir d'innovation harmonique continentale dans la musique de Schubert, Mendelssohn, Weber, Spohr, Schumann, Chopin, Liszt et au début de Wagner et il n'avait absolument aucun scrupule à utiliser ce vocabulaire harmonique développé dans ses airs à la fois comme outil d'expression coloré et comme moyen supplémentaire d'intégration musicale.

## Famille
Le 25 juillet 1850, Dykes épousa Susannah (1827-1902), fille de George Kingston, dont il eut trois fils et cinq filles :
- Ernest Huntington (« Erny ») Dykes (14 août 1851 – 11 octobre 1924),
- Mary Evelyn Dykes (5 octobre 1852-1921),
- Gertrude Kingston (« Gertie ») Dykes (1854 – 16 décembre 1942),
- Caroline Sybil (« Carrie ») Dykes (25 février 1856 – 6 avril 1943),
- George Lionel Andrew Dykes, 1er novembre 1857 – février 1858),
- Ethel Susan Dykes (1859-21 mars 1936),
- Mabel Hey (« Mab ») Dykes (14 mai 1860 – 1er septembre 1870), et
- John Arthur St.Oswald Dykes (27 octobre 1863 – 31 janvier 1948)[80].